# Annelies Zoomers
Annelies Zoomers (Amstelveen, 3 mei 1959) is een Nederlands hoogleraar in Internationale Ontwikkelingsstudies aan de Universiteit Utrecht.

## Levensloop
Annelies Zoomers bracht haar jeugd door in Amstelveen, Enschede, Naaldwijk en Utrecht. Na het behalen van het vwo-diploma aan het Niels Stensen College in Utrecht, studeerde ze sociale geografie aan de Universiteit Utrecht met als specialisatie de sociale geografie van ontwikkelingslanden. Ze behaalde haar doctoraal examen in 1984 (veldonderzoek in Mexico en Mali). Van 1984 tot 1988 maakte ze als promovenda deel uit van de vakgroep Sociale Geografie van de Ontwikkelingsgebieden van de Radboud Universiteit in Nijmegen. Voor haar dissertatie verbleef ze tussen 1985-1988 gedurende 13 maanden in Paraguay. Ze onderzocht aspecten van de rurale ontwikkeling in Centraal Paraguay en promoveerde in 1988 bij Jan Kleinpenning op een proefschrift getiteld Rural Development and Survival Strategies in Central Paraguay; the policy of agricultural colonization as an instrument to alleviate the situation of the rural poor.
Na haar promotie werkte ze voor het Nederlands Economisch Instituut in Rotterdam en het Koninklijk Instituut voor de Tropen in Amsterdam aan projecten voor onder andere het Ministerie voor Buitenlandse Zaken, de Wereldbank, het IFAD (Internationaal Fonds voor Landbouwontwikkeling), het ILO (Internationale Arbeidsorganisatie) in verschillende landen in Latijns Amerika, Afrika en Azië.
Tussen 1995 en 2007 was ze als onderzoeker verbonden aan het CEDLA, het Centrum voor Studie en Documentatie van Latijns Amerika van de Universiteit van Amsterdam. Ze verrichtte meerjarig veldonderzoek in o.a. Peru, Bolivia en Mali.
In 2005 werd ze benoemd tot bijzonder hoogleraar Sociale Geografie, in het bijzonder regionaal ontwikkelingsbeleid en internationale migratie aan de Radboud Universiteit. Ze aanvaardde haar ambt met de inaugurele rede Op zoek naar eldorado. In 2007 volgde haar benoeming tot hoogleraar voor Internationale Ontwikkelingsstudies en Ontwikkelingsgeografie aan de Universiteit Utrecht.. Ze was voorzitter van de Nederlandse Land Academie LANDac (2010-2019); voorzitter van Shared Value Foundation (2015-2024) en voorzitter van WOTRO (Science for Global Development) tussen 2019 en 2022.
In 2024 werd ze benoemd als lid van de Adviesraad Internationale Vraagstukken (AIV) en is ze voorzitter van de commissie Ontwikkelingssamenwerking (COS).
Op 26 september 2024 gaf ze haar afscheidscollege getiteld 'Brave New World? About Development as Freedom, the Foreignisation of Space and Migration'.

## Wetenschappelijk werk
In haar dissertatie onderzocht Zoomers de positie van lage inkomensgroepen tegen de achtergrond van landhervormingen en agrarische kolonisatie. Ze was kritisch over het gevoerde overheidsbeleid.
Centraal in haar wetenschappelijk werk na 1990 staat de aandacht voor de invloed van   internationale migratie- en kapitaalstromen op de bestaanszekerheid van locale gemeenschappen en achterstandsgroepen. Drie thema’s kunnen worden onderscheiden:

### Landbeheer en -ontwikkeling
Dit onderzoek richt zich op het doorgronden van de oorzaken, verschijningsvormen en gevolgen van de mondiale landroof - de grootschalige verwerving van land in met name het mondiale Zuiden -, met grote gevolgen voor de locale bestaansmogelijkheden en het milieu. Hoewel land grabbing of landroof al lange tijd bestaat, ontstond er na 2000 door de voedselcrisis en de toenemende vraag naar grondstoffen voor groene energie een grote belangstelling om te investeren in het aankopen van land. Zoomers onderzoek richtte zich op de oorzaken, verschijningsvormen en gevolgen van de mondiale landroof,,. Met de toenemende hoeveelheid klimaatinvesteringen verschoof de aandacht in het onderzoek naar het doorgronden van de locale effecten van klimaatgerelateerde landinvesteringen. Uit de analyses kwam naar voren dat conventioneel landbeheer en -beleid averechts werkt voor wat nodig is om locale gemeenschappen klimaatbestendig te maken en hun ontwikkeling te bevorderen.

### Internationale migratie, ontheemding en ontwikkeling
Dit onderzoek richtte zich op de kritische beoordeling van het verband tussen migratie en sociaal-economische ontwikkeling. Zoomers analyseerde de rol die migranten speelden bij het versterken van de "locale" ontwikkelingsmogelijkheden en het belang van transnationale netwerken . Ze deed onderzoek naar de gevolgen van restrictief migratiebeleid, zowel vanuit het perspectief van de EU als van de individuele Europese landen. In dit verband werd onder meer gekeken naar de migratieovereenkomsten met migrantenlanden in Afrika, Azië en Latijns-Amerika. en de gevolgen voor zowel de bestemmings- transitie en herkomstlanden. Na 2020 verschuift haar aandacht naar de "krimpgebieden" in Europa en de rol die migranten zouden kunnen spelen bij het revitaliseren van deze gebieden.

### Levensonderhoud en translocatie ontwikkeling
Dit onderzoek richt zich op het begrijpen van bestaansstrategieën, de veerkracht van huishoudens om te kunnen inspelen op de snel veranderende levensomstandigheden (o.a. als gevolg van grootschalige investeringen in land, maar ook klimaatverandering). Zoomers concentreerde zich daarbij vooral op de effecten op kwetsbare groepen in marginale regio’s. Haar onderzoek sloot aan bij het internationale 'livelihood' onderzoek . Een belangrijke conclusie is dat 'de' locale gemeenschap niet bestaat. Er is sprake van grote verscheidenheid. De veerkracht van gemeenschappen blijkt in belangrijke mate te worden bepaald door mobiliteit en de mogelijkheid actief te zijn op meerdere locaties tegelijk. Het bleek dat huishoudens via sociale netwerken die over landgrenzen heen gaan, kunnen profiteren van kapitaal en kennis van de gemigreerde leden van de gemeenschap. Maar dat geldt niet voor iedereen. Ze pleit voor een herziening van het begrip 'locale' gemeenschap: dorpen zijn niet homogeen en een deel van de bevolking kan of wil niet blijven. In het ontwikkelingsbeleid moet meer aandacht worden besteed aan mobiliteit en de manier waarop mensen opereren in translocale netwerken.

## Publicaties (selectie)
- Rural Development and Survival Strategies in Central Paraguay; the policy of agricultural colonization as an instrument to alleviate the situation of the rural poor’ Ph.D.Thesis. CEDLA Latin America Studies, no. 46, September 1988, 230 pp.
- Op zoek naar Eldorado. Over internationale migratie, sociale mobiliteit en ontwikkeling, Inaugurele rede, Radboud Universiteit, Nijmegen 2006
- Buy your own paradise. Over land, mobiliteit en ontwikkelingsbeleid, Inaugural lecture, Faculteit Geowetenschappen, Universiteit Utrecht, 2008
- Handbook of Translocal Development and Global Mobilities. Cheltenham: Edward Elgar. 2011 (geredigeerd met M. Leung, K. Otsuki en A. van Westen) https://doi.org/10.4337/9781788117425.
- The Global Land Grab. Beyond the Hype, Zed Books, 3/6/2014 ISBN 978-1-78032-894-2. 288 pages (geredigeerd met Mayke Kaag)
- International migration and national development in sub-Saharan Africa. Viewpoints and policy initiatives in the countries of origin. Afrika-Studiecentrum Series Vol.10. Leiden/ Boston: Brill publishers, 2008, (geredigeerd met A.T. van Naerssen)
- Current land policy in Latin America: regulating land tenure under neo-liberalism. KIT Publications & Iberoamericana/Vervuert Verlag, Amsterdam/Frankfurt/Madrid, 2000, 330 pp. (geredigeerd met G. van der Haar)
- Linking livelihood strategies to development. KIT-CEDLA. Amsterdam, 1999, 108 pp.
- Estrategias Campesinas en el Surandino de Bolivia. Intervenciones y desarrollo rural en el Norte de Chuquisaca y Potosí. KIT-CEDLA-Centro de Información para el Desarrollo (CID). PLURAL. La Paz. , 1998, 619 pp. (redacteur)
- Geoforum (2017) special issue From land grabs to inclusive development? (met K. Otsuki, and G. Schoneveld), http://dx.doi.org/10.1016/j.geoforum.2017.01.009
- Translocal development, development corridors and development chains, Special Issue: International Development Planning Review. Vol. 33, number 4 (2011). 377-509. (geredigeerd met G. van Westen)
- Addressing the impacts of large-scale land investments: Re-engaging with livelihood research, in: K. Otsuki, G. Schoneveld, G. van Westen. A.Zoomers (eds). Geoforum special issue, From landgrabs to inclusive development? (2017). (K. Otsuki mede auteur) http://dx.doi.org/10.1016/j.geoforum.2017.01.009
- The Rush for Land in an Urbanizing World: From Land Grabbing Toward Developing Safe, Resilient, and Sustainable Cities and Landscapes. World Development Vol. 92, pp. 242–252, 2017. (met F. van Noorloos, K. Otsuki, G. Steel and A.van Westen)
- ‘Between two hypes: Will ‘big data’ help unravel blind spots in understanding the “global land rush”?’, in: Geoforum, Vol.69, February 2016, p.147-159.(met A. Gekker and M.T. Schäfer) http://www.sciencedirect.com/science/article/pii/S0016718515003140
- ’Local development in the context of global migration and the global land rush: the need for a conceptual update’. Geography Compass 10/2 (2016): 56–66, 10.1111/gec3.12258.(met M. Leung and G. van Westen) http://onlinelibrary.wiley.com/doi/10.1111/gec3.12258/pdf.
- ’Globalization and the foreignization of space: The seven processes driving the current global land grab’. Journal of Peasant Studies. 37:2, 2010, pp. 429-447.
- ’Development geography at the crossroads of livelihood and Globalisation’. In: G. Nijenhuis, A. Broekhuis and G. van Westen (eds) Place and Space in Development geography. Geographical perspectives on development in the 21st century, 2005, pp. 49-65. (met L. de Haan)
- ’Exploring the frontier of livelihood research’ Development and Change 36((1), 2005, pp 27-47.(met Leo de Haan)
- The future of EU-migration deals: between sticks and carrots. In: Clingendael Spectator 4, vol. 72., 2018,(met F. van Noorloos and I. van Liempt) https://spectator.clingendael.org/pub/2018/4/_/pdf/CS-2018-4-zoomers-van-noorloos-van-liempt.pdf

- Bibsys: 90919306
- Bibliothèque nationale de France: cb12100793c (data)
- Gemeinsame Normdatei: 170341607
- International Standard Name Identifier: 0000 0001 1042 2715
- Library of Congress Control Number: n85110778
- Nationale Bibliotheek van Israël: 987007324071105171
- Nederlandse Thesaurus van Auteursnamen: 073723592
- LIBRIS: 320570
- Système universitaire de documentation: 069750769
- Virtual International Authority File: 19706947